# 萬訥巴赫河 (萊內河支流)
51°22′44″N 7°32′02″E / 51.378835°N 7.533758°E

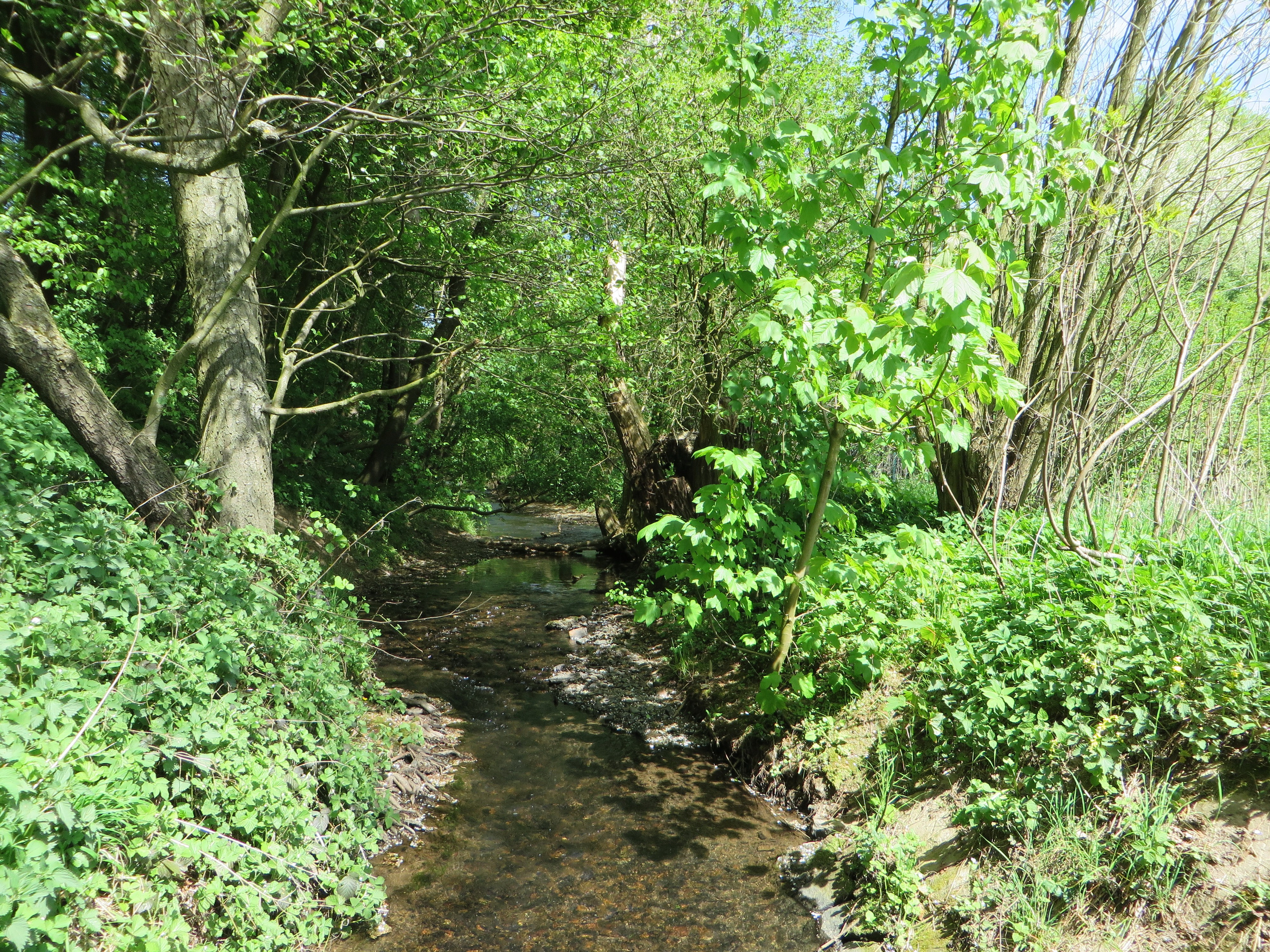

萬訥巴赫河（德語：Wannebach），是德國的河流，位於該國西部，處於北萊茵-威斯特法倫州，屬於萊內河的右支流，河道全長6.2公里，流域面積8.8平方公里。